# 사이가네역
사이가네역(일본어: 西金駅)은 일본 이바라키현 구지군 다이고정에 위치한 동일본 여객철도 스이군선의 철도역이다. 단선 승강장 1면 1선의 구조를 갖춘 지상역이다.

## 이용 현황
| 승차 인원 추이 | 승차 인원 추이 |
| 연도           | 1일 평균       |
| -------------- | -------------- |
| 2003           | 62             |
| 2004           | 60             |
| 2005           | 62             |

## 역 주변
- 국도 제118호선
- 구지 강

## 역사
- 1926년 3월 21일 : 일본 철도성의 역으로서 개업.
- 1984년 2월 1일 : 화물 취급 폐지.
- 1987년 4월 1일 : 일본국유철도 분할 민영화에 의해, 동일본 여객철도가 승계.
- 2007년 3월 18일 : 무인화.

## 인접 역
| 스이군선             | 스이군선   | 스이군선                 |
| -------------------- | ---------- | ------------------------ |
| 시모오가와 미토 방면 | ■ 스이군선 | 가미오가와 고리야마 방면 |